# Danilson Ricciuli
Danilson Ricciuli (* 17. August 1982) ist ein ehemaliger guinea-bissauischer Sprinter.
Er trat bei den Olympischen Sommerspielen 2004 im Wettlauf über 400 m an und schied im Vorlauf aus. Er nahm auch an den Leichtathletik-Weltmeisterschaften 2003 in Saint-Denis teil.